# Schwarzach 23 und das mörderische Ich
Schwarzach 23 und das mörderische Ich ist ein deutscher Fernsehkrimi von Matthias Tiefenbacher aus dem Jahr 2019. Es ist der vierte und letzte Film der Reihe Schwarzach 23, in deren Mittelpunkt die Polizistenfamilie Germinger steht. Der Film wurde am 31. August 2020 im ZDF erstausgestrahlt.

## Handlung
Franz jr., der mittlerweile mit Emma in einem Münchner Plattenbau wohnt, wollte eigentlich ein paar Tage in die Berge Klettern gehen. Doch dann holt ihn der Polizeialltag ein. Ein Mann in einem Bus soll eine Bombe in einem Karton bei sich führen. Dies stellt sich letztendlich als unwahr heraus, aber dennoch ist der Mann tot. Der Autohändler wurde durch eine Insulininjektion getötet.
Erika Germinger wird dank des Verhandlungsgeschicks von Freund und Anwalt der Familie Ferdi Schmotz auf Bewährung aus der Untersuchungshaft entlassen. Franz jr. hat seine Probleme damit, immerhin hat sie einen Menschen totgefahren. Vor dem Gefängnis taucht ein Mann auf, der genauso wie Franz jr. aussieht, die Familie kurz begrüßt, sich aber gleich wieder aus dem Staub macht. Anschließend feiern die anderen Erikas Rückkehr, zwischen ihr und Franz sen. kommt es nach Jahren der Trennung wieder zu Annäherungen. Die Ermittlungen kommen nur langsam voran, Franz jun. unternimmt ständig Alleingänge, Karl hadert mit seinen privaten Problemen, ein schwuler Polizist verliebt sich in Anna und Franz sen. möchte seiner Erika das Heim verschönern.
Es wird klar, dass der Tod des Autohändlers nur Nebeneffekt eines viel größeren Coups mit der ukrainischen Drogenmafia ist. Deshalb hat sein Geschäftspartner Toni Diehl ihn mit dem Insulin seiner Mutter umbringen lassen. Involviert sind neben Diehl die Drahtzieherin Liliana Janukova und Maxim Adamov, Doppelgänger von Franz jr. Dieser hat seine Rolle als Franz jr. anderthalb Jahre detailliert einstudiert und soll die Münchner Polizei unterwandern, wofür der richtige Franz jr. aus dem Weg geräumt werden soll. Bei seinen Ermittlungen kann Franz jr. Maxim Adamov stellen, im Gespräch teilt dieser ihm dann mit, dass beide Brüder seien. Ihre russischen Eltern waren drogenabhängig. Als sie nach Deutschland kamen und sich der Vater den goldenen Schuss setzte, wurden der zweijährige Maxim und seine Mutter abgeschoben, während sein Bruder nicht aufzufinden war. Franz sen. hatte ihn mitgenommen und mit Erika als eigenen Sohn aufgezogen. Franz jr. ist wütend auf seine „Eltern“, er bringt Maxim in seine Gewalt und stellt seine Eltern zur Rede. Der im Wagen gefesselte Maxim kann sich derweil befreien und überwältigt Franz jr. bei seiner Rückkehr. Er nimmt ihn mit zu einem Drogenumschlagplatz, wo Diehl und Janukova auf ihn warten. Franz jr. soll in einer Schrottpresse enden, doch aufgrund der von Anna beauftragten Beschattung Diehls rückt die Polizei an, es folgt ein wilder Schusswechsel. Franz jr. und Maxim können ins Freie flüchten und es kommt zu einem Showdown, bei dem die Zwillinge aufeinander schießen und am Ende einer von beiden tot am Boden liegt. Für die Polizeibeamten ist klar, dass dies nur ihr Kollege Franz sein kann, da sie von Maxims Existenz nichts ahnen. Die Suche nach dem „Duell“gegner bleibt erfolglos.
Der Film endet mit Franz jr.s Beerdigung. Auch für den Zuschauer ist nicht ganz klar, wer von beiden überlebt hat. Der Überlebende beobachtet das Geschehen und schickt den Mitgliedern der Germinger-Familie eine Nachricht, deren Inhalt nicht bekannt wird. Er steigt in ein Taxi zum Flughafen mit Ziel St. Petersburg.

## Produktion
Wolfgang Fierek tritt nach Schwarzach 23 und die Jagd nach dem Mordsfinger ein zweites Mal in der Reihe auf, diesmal als Anwalt der Familie Germinger namens Ferdi Schmotz.
Gedreht wurde der Film vom 29. April 2019 bis zum 28. Mai 2019 in München und Umgebung.

## Rezeption

### Kritiken
Rainer Tittelbach gibt dem Film bei tittelbach.tv 4,5 von 6 möglichen Sternen. Er resümiert: „Regisseur Matthias Tiefenbacher versteht, die unterschiedlichen filmischen Tonlagen und die ganze Bandbreite menschlicher Stimmungen zu einem ausgewogenen Ganzen zu verbinden. Dieser vierte Film beendet leider die etwas andere, 2015 gestartete Krimi-Reihe. […] Die Spannung gipfelt in einem ersten Showdown, bevor es zu einem Finale im Kugelhagel kommt. Das aber ist noch nicht das Ende. Und nach dem Abspann ist ja vielleicht auch noch nicht Schluss. Manch ein Zuschauer wird dann sicher noch weitergrübeln über diesen (gewollt?) doppelbödigen Doppelgänger-Krimi.“ Hervorzuheben ist, dass der Zuschauer selbst wichtige Schlussfolgerungen ziehen muss, denn es gibt „die eigentliche Geschichte hinter dem Fall, von der die Ermittler bis zum Ende so gut wie nichts mitbekommen. Der Zuschauer muss sich das alles selbst erschließen. Die Kommissare sind ihm keine große Hilfe. Wer rechnet schon mit solchen internationalen Verwicklungen James-Bondschen Ausmaßes.“

### Einschaltquoten
Bei seiner Erstausstrahlung im ZDF am 31. August 2020 sahen 5,04 Millionen Zuschauer den Film. Dies entsprach einem Marktanteil von 16,7 %.